# Aderus bryanti
Aderus bryanti es una especie de coleóptero de la familia Aderidae. Fue descrita científicamente por Maurice Pic en 1912.